# Benedetto da Maiano
Benedetto da Maiano (ur. 1442 w Maiano, aktualnie część Fiesole, zm. 24 maja 1497 we Florencji) – włoski rzeźbiarz, młodszy brat Guiliana da Maiano.

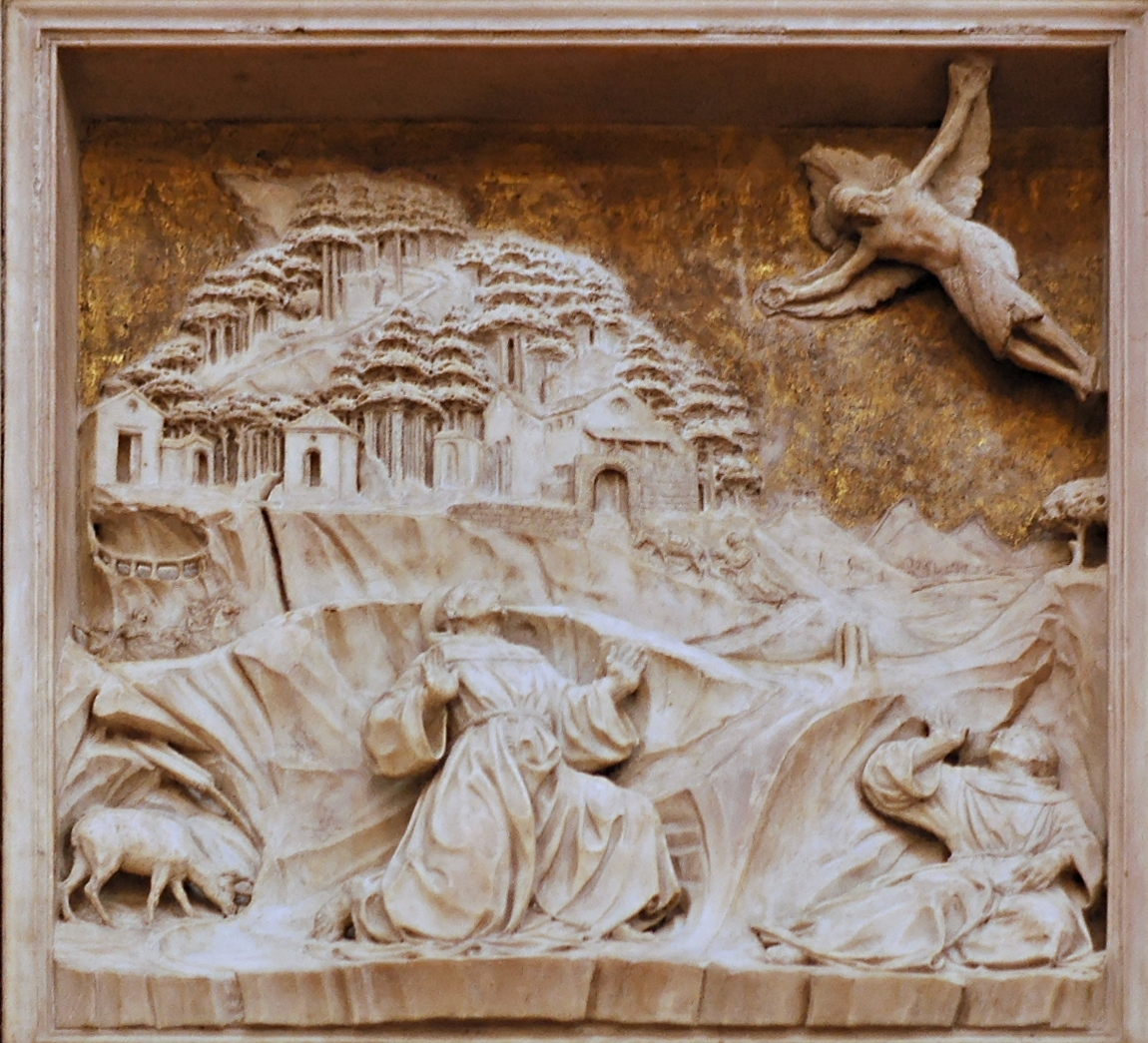
Scena ze św. Franciszkiem. Płaskorzeźba z ambony w bazylice Santa Croce

Urodził się w rodzinie kamieniarza, który pochodził z Florencji. W wieku 13 lat rozpoczął naukę rzeźbiarstwa u Antonio Rossellino, szybko jednak prześcignął swego mistrza i został jednym z najbardziej znanych rzeźbiarzy renesansowych XV wieku.
Pierwsze swoje prace wykonywał dla wystroju kaplic w katedrze w Faenza. Później wykonywał popiersia dla zamożnych mieszkańców Florencji. W 1475 razem z bratem Giuliano pracował przy rozbudowie kolegiaty w San Gimignano. W późniejszym okresie wykonał m.in. ambonę w bazylice Santa Croce we Florencji, zdobienie drzwi w Pałacu Vecchio we Florencji oraz nagrobek świętego Sabina w katedrze w Faenzy.